# Kazuko Furumiya
Kazuko Furumiya (japanisch 古都 和子 Furumiya Kazuko, * 18. März) ist eine japanische Mangaka. Ihre Serien Bloody Kiss und Lady’s Orders erschienen auch auf Deutsch.

## Werdegang und Werk
Die erste von Furumiya kommerzielle veröffentlichte Geschichte war Angel Love Song, die 2003 zuerst im Magazin Hana to Yume und danach im Sammelband Glittering X-Mas Story 2003 zusammen mit einer Geschichte von Iyo Takarada erschien. Die Geschichte erzählt von einem Mädchen, das sich mit ihrem Freund zerstritten hat und mit Hilfe einer neuen Bekanntschaft ihre Beziehung retten will. Es folgten einige kurze Serien. Darunter ist Bloody Kiss, eine romantische Mystery-Komödie um ein Mädchen, das in ein von zwei Vampiren bewohntes Haus zieht. Die Serie wurde in mehrere Sprachen übersetzt, darunter 2010 für des Verlag Tokyopop ins Deutsche. Dort erschien 2012 auch die Liebesgeschichte Lady’s Orders aus dem Jahr 2008. Furumiyas Geschichten richten sich durchweg an jugendliche Mädchen, sind fast alle Liebesgeschichten und meist Komödien oder Dramen und im Schulalltag angesiedelt.

## Bibliografie (Auswahl)
- Glittering X-Mas Story 2003 (2003, 1 Band, Beitrag Angel Love Song)
- Kimi to Scandal (君とスキャンダル, 2004–2005, 1 Band)
- Bloody Kiss (2006–2007, 2 Bände)
- Lady’s Orders (お嬢様ご命令を Ojō-sama Gomeirei o, 2007, 1 Band)
- Heart no Kuni de Ochakai (ハートの国でお茶会, 2008, 1 Band)
- Kaichō-san Chi no Koneko (会長さんちの子ねこ, 2009, 1 Band)
- Navy Nats! (2010)